# ریک میچل
ریک میچل (انگلیسی: Rick Mitchell; ۲۴ مارس ۱۹۵۵ – ۳۰ مهٔ ۲۰۲۱) ورزشکار دو و میدانی اهل استرالیا بود.
وی در مسابقات کشوری و بین‌المللی در مجموع برندهٔ ۱ مدال طلا، ۳ مدال نقره، ۱ مدال برنز شده‌است.